# Sophie Reuschle

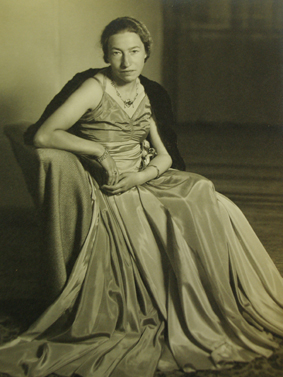
Sophie Reuschle, 1939

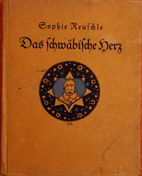
Titel Das schwäbische Herz

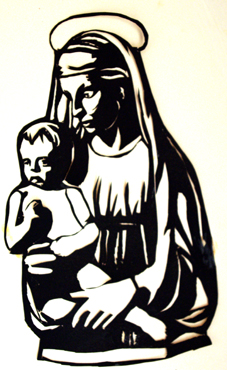
Scherenschnitt Madonna

Sophie Reuschle-Rühlemann (gebürtige Sofie Häfner, * 8. März 1891 in Neuenstein; † 21. Oktober 1982 in Bielefeld) war eine deutsche Schriftstellerin.

## Leben
Sophie Reuschle wurde am 8. März 1891 in Neuenstein (Württemberg) als Tochter des Tagelöhners Friedrich Häfner und dessen Frau Margarethe, gebürtige Brenner, geboren. Kurz nach ihrer Geburt starb der Vater und die Mutter stand mit drei Kindern an der Armutsgrenze. Durch Vermittlung des Pfarrers aus Neuenstein kam Sophie Reuschle im Kindesalter als Pflegekind zu der angesehenen und wohlhabenden Rechtsanwaltsfamilie von Hermann Friedrich Reuschle und seiner Frau Sara, gebürtige Mehr, in Borna (Sachsen). Mit Eintritt in die Bornaer Bürgerschule, inzwischen Dinter-Mittelschule, 1897 wurde sie von der Familie Reuschle adoptiert.
Frühzeitig entwickelte sich ihr künstlerisches Talent. Seit ihrer Kindheit fand sie Gefallen am Scherenschnitt und Zeichnen. Auch erste Gedichte entstanden, die sie zum Teil später auch selbst vertonte.
Nach dem Ersten Weltkrieg, aus dem ihr Verlobter nicht zurückkam, widmete sie sich verstärkt der Schriftstellerei. Ihr erstes Buch erschien 1919 unter dem Titel Der wundersame Garten. Zumeist veröffentlichte sie Kinder- und Jugendbücher, die von einer starken Religiosität geprägt waren. Auch findet man in ihren Büchern viele autobiografische Züge. Mit ihren Büchern versuchte sie, Werte zu vermitteln. Ein fester Bestandteil spielte dabei immer die Familie, vor allem die Frau in der Familie, obwohl sich das Frauenbild bereits zu wandeln begann. Begründet durch ihre Erziehung in einer streng evangelischen Familie vertrat sie diese konservativen Ansichten jedoch konsequent und hatte damit ihren Leserkreis.
Viele ihrer Bücher wurden mehrfach aufgelegt. Bis 1924 erschienen ihre Werke wie Das schwäbische Herz, Die Kinder aus dem Röslihaus, Der wartende Acker, Der Seele Wanderflug oder Die goldene Harfe im aufwendigen Zweifäusterdruck. „Das ist eine Reihe von Büchern, die sich durch besondere sorgfältige Ausstattung in buchtechnischer und künstlerischer Hinsicht auszeichnen. (...) Sie sind mit Holzschnitten, Stein- und Federzeichnungen von der Hand der Künstler geschmückt.“ (Verlag von Erich Matthes Leipzig und Hartenstein/Erzgebirge)
So verzierte Sophie Reuschle des Öfteren ihre Bücher mit ihren künstlerisch wertvollen Scherenschnitten oder mit Zeichnungen ihrer Cousine Käthe Moßbach.
Ihrer Heimat Schwaben blieb sie eng verbunden, was sich auch in ihren Geschichten widerspiegelt. Besonders der Kontakt zu ihrer Schwester Lisa Häfner beeinflusste sie sehr.
1924 heiratete Sophie Reuschle den Leipziger Ingenieur Herbert Rühlemann, der ein Spezialist für Raketentechnik war. Reuschle stellte ihre schriftstellerische Tätigkeit ein und widmete sich ganz der Familie, wie sie es in ihren Büchern propagiert hatte. Bald verließ die Familie Reuschle-Rühlemann Borna, da ihr Mann eine Anstellung in Sömmerda bekam. 1929 wurde ihr einziges Kind, Reinhilde, in Erfurt geboren.
Nach der Machtergreifung versuchten die Nationalsozialisten, die Bücher von Sophie Reuschle wieder aufzulegen. Jedoch legte man ihr nahe, die Bezeichnung „Gott“ durch „Führer“ zu ersetzen. Das wollte Sophie Reuschle nicht. Sie wollte sich von den Nationalsozialisten nicht vereinnahmen lassen. Die Restbestände wurden eingesammelt und eingestampft. Sophie Reuschle geriet in Vergessenheit.
Ab 1939 lebte sie in Breslau und kam 1944 mit der ersten Fluchtwelle zurück zu ihrer Mutter nach Borna. Die Ehe war mittlerweile am Scheidepunkt. Ihr Mann, inzwischen Spezialist für die V1-Rakete, hatte seit längerem eine Geliebte. Als die US-Amerikaner Borna am 1. Juni 1945 an die sowjetische Besatzungsmacht übergaben, boten sie der Familie an, in den Westen zu ziehen. Nach der Flucht über den Westerwald und Celle kam Sophie Reuschle mit ihrer Tochter nach Bielefeld. Die Ehe wurde geschieden und Herbert Rühlemann lebte und wirkte in Amerika weiter. Um die Familie über Wasser zu halten, hielt Sophie Reuschle Leseabende und fing wieder an, Gedichte zu schreiben. So erschien 1948 der Erzählband Der bunte Kranz. Viele Gedichte und Erzählungen aus dieser Zeit sind geprägt von der Schönheit und Reinheit der Natur, aber auch von Sehnsucht nach der Vergangenheit und fremden Ländern.
Am 21. Oktober 1982 starb Sophie Reuschle im Alter von 91 Jahren; sie wurde auf dem Sennefriedhof in Bielefeld beigesetzt.

## Werke
- Der wundersame Garten. Verlag bei Erich Matthes, Leipzig / Hartenstein 1919.
- Die Kinder aus dem Röslihaus. Verlag bei Erich Matthes, Leipzig / Hartenstein 1920.
- Das schwäbische Herz. Verlag bei Erich Matthes, Leipzig / Hartenstein 1920.
- Der wartende Acker. Verlag bei Erich Matthes, Leipzig / Hartenstein 1920.
- Der Seele Wanderflug. Verlag bei Erich Matthes, Leipzig / Hartenstein 1920.
- Kinderzeit. Verlag bei Erich Matthes, Leipzig / Hartenstein 1921.
- Peter Träumleins Himmelfahrt. Verlag bei Erich Matthes, Leipzig / Hartenstein 1921.
- Marienlieder. Verlag bei Erich Matthes, Leipzig / Hartenstein 1921 (1925 von Helene-Maria Petersen-Vietor vertont).
- Sein. Verlag bei Erich Matthes, Leipzig / Hartenstein 1921.
- Das Mädchen mit dem goldenen Herz. Verlag bei Erich Matthes Leipzig / Hartenstein 1922.
- Aus dem Tagebuch eines seltsamen Heiligen. Verlag bei Erich Matthes Leipzig / Hartenstein 1922.
- Kling-Klang. Verlag für Volkskunst und Volksbildung R. Keutel, Stuttgart 1922.
- Die Goldene Harfe. Verlag bei Erich Matthes, Leipzig / Hartenstein 1924.
- Weben und Leben, Ein Frühlingsmärchen. Verlag W. Gensch, Elberfeld 1924.
- Der bunte Kranz. 1948.
- Schneeglöckchen läutet. 1949.
- Pichelhubers Weihnacht. 1950.
- Das Wunder der heiligen Nacht. 1951.
- Gedichte. Der Karlsruher Bote – Kurt Rüdiger, 1964.
- Bambusgeflüster – Bilder und Klänge aus dem Chinesischen. Der Karlsruher Bote – Kurt Rüdiger, 1965.
- Im Wandern bin ich Wind. Verlag Der Steg im Kreis der Freunde, Dülmen 1977.
- Sieben Bitten einer jungen japanischen Frau (Reihe Das Gedicht im Band, Nr. 27). Verlag Der Steg im Kreis der Freunde, Dülmen 1978.